# Chrysolina hyperici
A Chrysolina hyperici a rovarok (Insecta) osztályának a bogarak (Coleoptera) rendjébe, ezen belül a mindenevő bogarak (Polyphaga) alrendjébe és a levélbogárfélék (Chrysomelidae) családjába tartozó faj.

## Előfordulása
A Chrysolina hyperici eredeti előfordulási területe Észak- és Közép-Európa, valamint Ázsia nyugati része. Ezt a bogarat betelepítették az Amerikai Egyesült Államok nyugati felébe, hogy kordába tartsa a közönséges orbáncfüvet (Hypericum perforatum).

## Megjelenése
A testhossza 5-6 milliméter. Ez az apró bogár, fémesen zöldes színű.

## Életmódja
Az imágó tavasszal a közönséges orbáncfű leveleivel és virágaival táplálkozik. Később, amikor is már megkezdődtek az esőzések, a bogár a növény alsóbb leveleit kezdi rágni.

## Szaporodása
A nőstény a közönséges orbáncfű levelének alsó felére rakja le a petéit. A kikelt lárva, csak éjszaka táplálkozik. A lárva, körülbelül egy hónap múlva beássa magát a talajba, ahol bebábozódik. A bábállapot kevesebb, mint két hétig tart; ennek végén előjön az imágó.